# مغضونيات
المغضونيات (الاسم العلمي:Gonyaulacales) هي رتبة من السوطيات الدوارة تتبع الطائفة الطحالب الدوارة من شعيبة الماصات.

## التصنيف
- رتبة المغضونيات
  - فصيلة كييسات النار
    - أسرة العيظوماوات
      - جنس العيظومة